# گل‌های رنگی‌پوش
گل‌های رنگی‌پوش (انگلیسی: Sparaxis) نام سرده‌ای از گیاهان گلدار بومی استان دماغه در آفریقای جنوبی از تیرهٔ زنبقیان است. این گیاهان به خاطر گل‌های رنگارنگ و متنوعشان که در فصل بهار شکوفا می‌شوند، مورد توجه قرار گرفته‌اند. گل‌ها معمولاً به شکل ستاره‌ای با شش گلبرگ هستند و در رنگ‌های متنوعی از جمله سفید، زرد، نارنجی، صورتی، قرمز و بنفش دیده می‌شوند. این تنوع رنگی باعث شده تا گل‌های رنگی‌پوش به عنوان یک گیاه زینتی محبوب در باغ‌ها و فضاهای سبز مورد استفاده قرار گیرند.
گل‌های رنگی‌پوش گیاهانی پیازدار هستند و از پیازهای زیرزمینی رشد می‌کنند. این گیاهان به نور خورشید کامل و خاک با زهکشی خوب نیاز دارند. در مناطق با آب و هوای معتدل، می‌توان آن‌ها را در فضای باز کاشت، اما در مناطق سردتر، بهتر است در گلدان کاشته شده و در فصل زمستان به داخل خانه منتقل شوند.
علاوه بر زیبایی، گل‌های رنگی‌پوش به دلیل مقاومت در برابر خشکی و نیاز کم به مراقبت نیز محبوب هستند. این گیاهان می‌توانند به راحتی در شرایط مختلف آب و هوایی رشد کنند و برای باغبانانی که به دنبال گیاهان کم‌دردسر هستند، گزینه مناسبی می‌باشند.